# Spider-Man (série télévisée d'animation)
Pour les articles homonymes, voir Spider-Man (homonymie).
Les Gardiens de la Galaxie
Spider-Man (Marvel's Spider-Man) est une série télévisée d'animation américaine en 52 épisodes de 22 minutes pour les deux premières saisons et en six épisodes de 44 minutes pour la troisième saison, adaptée des personnages des comics Marvel et diffusée du 19 août 2017 au 25 octobre 2020 sur Disney XD.
En France, la série est diffusée du 10 septembre 2017 au 30 avril 2020 sur Disney XD, puis la troisième et dernière saison de la série est disponible sur Disney+ le 5 janvier 2022, et dès le 1er septembre 2018 sur France 4 dans l'émission Ludo.

## Synopsis
Peter Parker est un jeune étudiant. En sortie scolaire à Oscorp Industries, il est mordu par une araignée de laboratoire qui s'enfuit. Il obtient des super-pouvoirs qu'il va cacher et essayer de contrôler. Alors qu'il va faire un match de catch contre un grand catcheur pour tester ses pouvoirs, il aperçoit un voleur qui court suivi par deux policiers mais il n'y prête pas attention. Il apprend ensuite que son oncle Ben a été tué et que son assassin était ce voleur qu'il avait laissé filer. Il l'attrapera puis se promettra de protéger les gens grâce à ses pouvoirs.

## Fiche technique
Sauf indication contraire, les informations mentionnées dans cette section peuvent être confirmées par la base de données cinématographiques IMDb,  présente dans la section « Liens externes ».
- Titre original et français : Spider-Man
- Réalisation : Philip Pignotti (supervision), Eric Radomski, Dan Duncan et Sol Choi
- Scénario : Kevin Shinick, Sterling Gates (en), Kevin Burke, Chris Wyatt (en) et Sterling Gates (en)
- Direction artistique : Vaughan Flanagan et Claire Tobin
- Musique : Kevin Manthei (en)
- Casting : Amanda Goodbread et Kris Zimmerman (en)
- Production : Kevin Shinick et Marsha F. Griffin
  - Production associée : A.J. Vargas et Michelle Pniewski
  - Production déléguée : Alan Fine (en), Joe Quesada, Dan Buckley, Jeph Loeb, Cort Lane et Eric Radomski
- Société de production : Marvel Animation
- Société de distribution : Disney-ABC Domestic Television
- Pays d'origine :  États-Unis
- Langue originale : anglais
- Genre : super-héros
- Durée : 22 minutes (saisons 1 et 2), 44 minutes (saison 3)

## Distribution
- Robbie Daymond (en) (VF : Pierre Le Bec) : Peter Parker / Spider-Man
- Max Mittelman (en) (VF : Maxime Donnay) : Harry Osborn
- Laura Bailey (VF : Sandrine Henry) : Gwen Stacy
- Fred Tatasciore (VF : Franck Dacquin) : Max Modell (en)
- Melanie Minichino (VF : Ludivine Deworst) : Anya Corazon
- Benjamin Diskin (VF : Stéphane Pelzer) : Flash Thompson
- Nadji Jeter (VF : Maxime Van Santfoort) : Miles Morales
- Josh Keaton (VF : Michelangelo Marchese) : Norman Osborn
- Jason Spisak (en) (VF : Thibaut Delmotte) : Alistair Smythe
- Nancy Linari (en) (VF : Stéphane Excoffier) : tante May Parker
- Alastair Duncan : Adrian Toomes / le Vautour
- Jim Cummings : Hammerhead
- John DiMaggio : Raymond Warren
- Scott Menville (VF : Quentin Minon) : Docteur Octopus / Otto Octavius
- Matthew Mercer (VF : Alessandro Bevilacqua) : Aleksei Sytsevich / le Rhino
- Natalie Lander (en) : Liz Allen
- Patton Oswalt : oncle Benjamin « Ben » Parker

Version française
- - Société de doublage : Dubbing Brothers et Agent Double
  - Direction artistique : Alexis Flamant
  - Adaptation des dialogues : Christine de Chérisey et Caroline Vandjour

## Production
En octobre 2016, Marvel Animation annonce une nouvelle série d'animation centrée sur Spider-Man. Celle-ci remplace la précédente série intitulée Ultimate Spider-Man qui s'est terminée en janvier 2017. Le 24 janvier 2018, Disney XD renouvelle la série pour une deuxième saison. Celle-ci adapte des éléments du comic book The Superior Spider-Man, dans lequel l'esprit du Docteur Octopus contrôle le corps de Spider-Man.
Le 30 mai 2019, Spider-Man est renouvelée pour une troisième saison. Cette saison est nommée Spider-Man: Maximum Venom.

## Épisodes
Courts métrages
Entre le 24 et le 29 juillet 2017, six courts métrages sont diffusés chaque jour sur Disney XD et sa chaîne YouTube afin de présenter les origines de Spider-Man.
1. La Morsure (Introduction!)
2. L'Observation (Observation!)
3. L'Hypothèse (Hypothesis!)
4. La Prédiction (Prediction!)
5. L'Expérimentation (Experimentation!)
6. La Conclusion (Conclusion!)

### Première saison (2017-2018)
Composée de vingt-six épisodes, la première saison est diffusée du 19 août 2017 au 18 février 2018,.
1. Origines (Origins)
2. Le Premier Jour, première partie (Horizon High: Part 1)
3. Le Premier Jour, deuxième partie (Horizon High: Part 2)
4. L'Académie Osborn (Osborn Academy)
5. Une journée presque ordinaire (A Day in the Life)
6. Soirée dansante à Horizon (Party Animals)
7. Tempête de sable (Sandman)
8. Mon ami le symbiote (Symbiotic Relationship)
9. L'Exposition Stark (Stark Expo)
10. Ultimate Spider-Man (Ultimate Spider-Man)
11. L'Incroyable chasse de Kraven (Kraven's Amazing Hunt)
12. La Lune d'Halloween (Halloween Moon)
13. Coup de froid (Spider-Man on Ice)
14. Venom (Venom)
15. Les Pièges de Screwball (Screwball Live)
16. La Naissance du Docteur Octopus, première partie (The Rise of Doc Ock: Part 1)
17. La Naissance du Docteur Octopus, deuxième partie (The Rise of Doc Ock: Part 2)
18. La Naissance du Docteur Octopus, troisième partie (The Rise of Doc Ock: Part 3)
19. La Naissance du Docteur Octopus, quatrième partie (The Rise of Doc Ock: Part 4)
20. Spider-City, première partie (Spider-Island: Part 1 - Invisible Threat)
21. Spider-City, deuxième partie (Spider-Island: Part 2)
22. Spider-City, troisième partie (Spider-Island: Part 3)
23. Spider-City, quatrième partie (Spider-Island: Part 4)
24. Spider-City, cinquième partie (Spider-Island: Part 5)
25. Hobgoblin, première partie (The Hobgoblin: Part 1)
26. Hobgoblin, deuxième partie (The Hobgoblin: Part 2)

### Deuxième saison (2018-2019)
Composée de vingt-six épisodes, la diffusion de la seconde saison est divisée en deux parties de treize épisodes chacune. La première débute quatre mois après la fin de la diffusion de la première saison, le 18 juin 2018, et se termine le 13 août 2018,. La deuxième débute un an plus tard, le 8 septembre 2019, et se termine le 1er décembre 2019,.
1. Les Vacances parfaites (How I Thwipped My Summer Vacation)
2. Seconde chance (Take Two)
3. La Disciple (Between an Ock and a Hard Place)
4. Les Wake Riders (Rise Above It All)
5. Un projet très spécial (School of Hard Knocks)
6. L'Invité-surprise (Dead Man's Party)
7. Le Retour de Venom (Venom Returns)
8. La Valse des méchants, première partie (Bring on the Bad Guys: Part 1)
9. La Valse des méchants, deuxième partie (Bring on the Bad Guys: Part 2)
10. La Valse des méchants, troisième partie (Bring on the Bad Guys: Part 3)
11. La Valse des méchants, quatrième partie (Bring on the Bad Guys: Part 4)
12. Un problème épuisant (Brain Drain)
13. L'Échange (The Living Brain)
14. Un jour sans Spider-Man (The Day Without Spider-Man)
15. Les Deux cerveaux (My Own Worst Enemy)
16. Mise à jour critique (Critical Update)
17. Un cerveau troublé (A Troubled Mind)
18. Cloak et Dagger (Cloak and Dagger)
19. La Conscience d'Otto (Superior)
20. Enlèvements en série (Brand New Day)
21. La Cave (The Cellar)
22. Le Nouvel ennemi (The Road to Goblin War)
23. La Nation Goblin, première partie (Goblin War: Part 1)
24. La Nation Goblin, deuxième partie (Goblin War: Part 2)
25. La Nation Goblin, troisième partie (Goblin War: Part 3)
26. La Nation Goblin, quatrième partie (Goblin War: Part 4)

### Troisième saison (2020)
Aussi nommée Spider-Man: Maximum Venom, la troisième saison, composée de six épisodes d'une heure, est diffusée du 19 avril 2020 au 25 octobre 2020.
1. Le Piège de Venom (Web of Venom)
2. Les super-amis (Amazing Friends)
3. La Vengeance de Venom (Vengeance of Venom)
4. Spider-Man démasqué (Spider-Man Unmasked)
5. Générations (Generations)
6. Maximum Venom (Maximum Venom)

## Distinctions
En 2018, lors de la 45e cérémonie des Daytime Creative Arts Emmy Awards, Spider-Man est nommée dans la catégorie du meilleur montage sonore.